# Claude Fricaud
Claude Fricaud est un homme politique français né le 10 novembre 1741 à Saint-Julien-de-Civry en Saône-et-Loire et décédé le 12 janvier 1809 à Charolles dans le même département.

## Biographie
Député en 1789, il est avocat à Charolles au moment de la Révolution. Député du tiers aux États-Généraux pour le bailliage de Charolles, avec 103 voix, le 26 mars 1789, il se montra zélé partisan des réformes et opine constamment avec le côté gauche de l'Assemblée constituante. Il fait, on 1790, un rapport sur la « conduite séditieuse » de l'abbé Carion, curé d'Issy-l'Evêque. Après la session, il devient juge au tribunal de district de Charolles et écrit à l'Assemblée législative pour lui dénoncer « l'audace des prêtres ». Le 16 prairial an VIII, il est confirmé dans ses fonctions de juge à Charolles ; il les exerça jusqu'à sa mort.